# Miki Villar
Miguel Villar Alonso, meglio noto come Miki Villar (Nigrán, 19 settembre 1996), è un calciatore spagnolo, attaccante dello Jagiellonia.

## Carriera
Cresciuto nel Rápido de Bouzas, nel 2015 viene acquistato dal Pontevedra; il 1º febbraio 2016 fa ritorno in prestito al club giallonero. Il 23 luglio 2017 si trasferisce al Boiro, facendo così ritorno in Tercera División; dopo aver disputato una buona stagione a livello individuale, il 5 luglio 2018 viene tesserato dal Compostela, con cui firma un annuale. Dopo aver rinnovato per un'ulteriore stagione, conquista la promozione in Segunda División B con i biancazzurri; il 13 agosto 2020 prolunga per un'altra stagione.
Il 16 giugno 2021 viene tesserato dall'Ibiza, con cui firma un biennale; il 23 gennaio 2023 si svincola dal club delle Isole Baleari, per passare pochi giorni dopo al Wisła Cracovia, club militante nella seconda serie polacca. Nella sua seconda stagione con la Stella bianca vince a sorpresa la Coppa di Polonia contro il Pogoń Stettino; rimasto svincolato, il 2 luglio 2024 firma un biennale con opzione con lo Jagiellonia.

## Statistiche

### Presenze e reti nei club
Statistiche aggiornate al 13 marzo 2025.
| Stagione                | Squadra                 | Campionato              | Campionato | Campionato | Coppe nazionali | Coppe nazionali | Coppe nazionali | Coppe continentali | Coppe continentali | Coppe continentali | Altre coppe | Altre coppe | Altre coppe | Totale | Totale |
| Stagione                | Squadra                 | Comp                    | Pres       | Reti       | Comp            | Pres            | Reti            | Comp               | Pres               | Reti               | Comp        | Pres        | Reti        | Pres   | Reti   |
| ----------------------- | ----------------------- | ----------------------- | ---------- | ---------- | --------------- | --------------- | --------------- | ------------------ | ------------------ | ------------------ | ----------- | ----------- | ----------- | ------ | ------ |
| 2013-2014               | Rápido de Bouzas        | TD                      | 11         | 1          | -               | -               | -               | -                  | -                  | -                  | -           | -           | -           | 11     | 1      |
| 2014-2015               | Rápido de Bouzas        | TD                      | 37         | 6          | -               | -               | -               | -                  | -                  | -                  | -           | -           | -           | 37     | 6      |
| 2015-feb. 2016          | Pontevedra              | SDB                     | 3          | 0          | CR              | 1               | 0               | -                  | -                  | -                  | -           | -           | -           | 4      | 0      |
| feb.-giu. 2016          | Rápido de Bouzas        | TD                      | 5          | 0          | -               | -               | -               | -                  | -                  | -                  | -           | -           | -           | 5      | 0      |
| Totale Rápido de Bouzas | Totale Rápido de Bouzas | Totale Rápido de Bouzas | 53         | 7          |                 | -               | -               |                    | -                  | -                  |             | -           | -           | 53     | 7      |
| 2016-2017               | Pontevedra              | SDB                     | 9          | 0          | -               | -               | -               | -                  | -                  | -                  | CF          | 2           | 0           | 11     | 0      |
| Totale Pontevedra       | Totale Pontevedra       | Totale Pontevedra       | 12         | 0          |                 | 1               | 0               |                    | -                  | -                  |             | 2           | 0           | 15     | 0      |
| 2017-2018               | Boiro                   | TD                      | 31         | 3          | -               | -               | -               | -                  | -                  | -                  | CF          | 4           | 0           | 35     | 3      |
| 2018-2019               | Compostela              | TD                      | 35+2       | 3          | CR              | 2               | 1               | -                  | -                  | -                  | CF          | 4           | 0           | 43     | 3      |
| 2019-2020               | Compostela              | TD                      | 23+2       | 3          | -               | -               | -               | -                  | -                  | -                  | CF          | 5           | 2           | 30     | 5      |
| 2020-2021               | Compostela              | SDB                     | 24         | 6          | CR              | 1               | 0               | -                  | -                  | -                  | -           | -           | -           | 25     | 6      |
| Totale Compostela       | Totale Compostela       | Totale Compostela       | 82+4       | 12         |                 | 3               | 1               |                    | -                  | -                  |             | 9           | 2           | 98     | 15     |
| 2021-2022               | Ibiza                   | SD                      | 32         | 1          | CR              | 2               | 1               | -                  | -                  | -                  | -           | -           | -           | 34     | 2      |
| 2022-gen. 2023          | Ibiza                   | SD                      | 15         | 1          | CR              | 2               | 0               | -                  | -                  | -                  | -           | -           | -           | 17     | 1      |
| Totale Ibiza            | Totale Ibiza            | Totale Ibiza            | 47         | 2          |                 | 4               | 1               |                    | -                  | -                  |             | -           | -           | 51     | 3      |
| gen.-giu. 2023          | Wisła Cracovia          | 1L                      | 16+1       | 4          | CP              | -               | -               | -                  | -                  | -                  | -           | -           | -           | 17     | 4      |
| 2023-2024               | Wisła Cracovia          | 1L                      | 29         | 5          | CP              | 5               | 0               | -                  | -                  | -                  | -           | -           | -           | 34     | 5      |
| Totale Wisła Cracovia   | Totale Wisła Cracovia   | Totale Wisła Cracovia   | 45+1       | 9          |                 | 5               | 0               |                    | -                  | -                  |             | -           | -           | 51     | 9      |
| 2024-2025               | Jagiellonia             | EK                      | 21         | 2          | CP              | 2               | 0               | UCL+UEL+UCoL       | 4+2+9              | 0                  | SP          | 0           | 0           | 38     | 2      |
| Totale carriera         | Totale carriera         | Totale carriera         | 291+5      | 35         |                 | 15              | 2               |                    | 15                 | 0                  |             | 15          | 2           | 341    | 39     |

## Palmarès

### Club

#### Competizioni nazionali
- Coppa di Polonia: 1

Wisła Cracovia: 2023-2024